# چهار رقاص

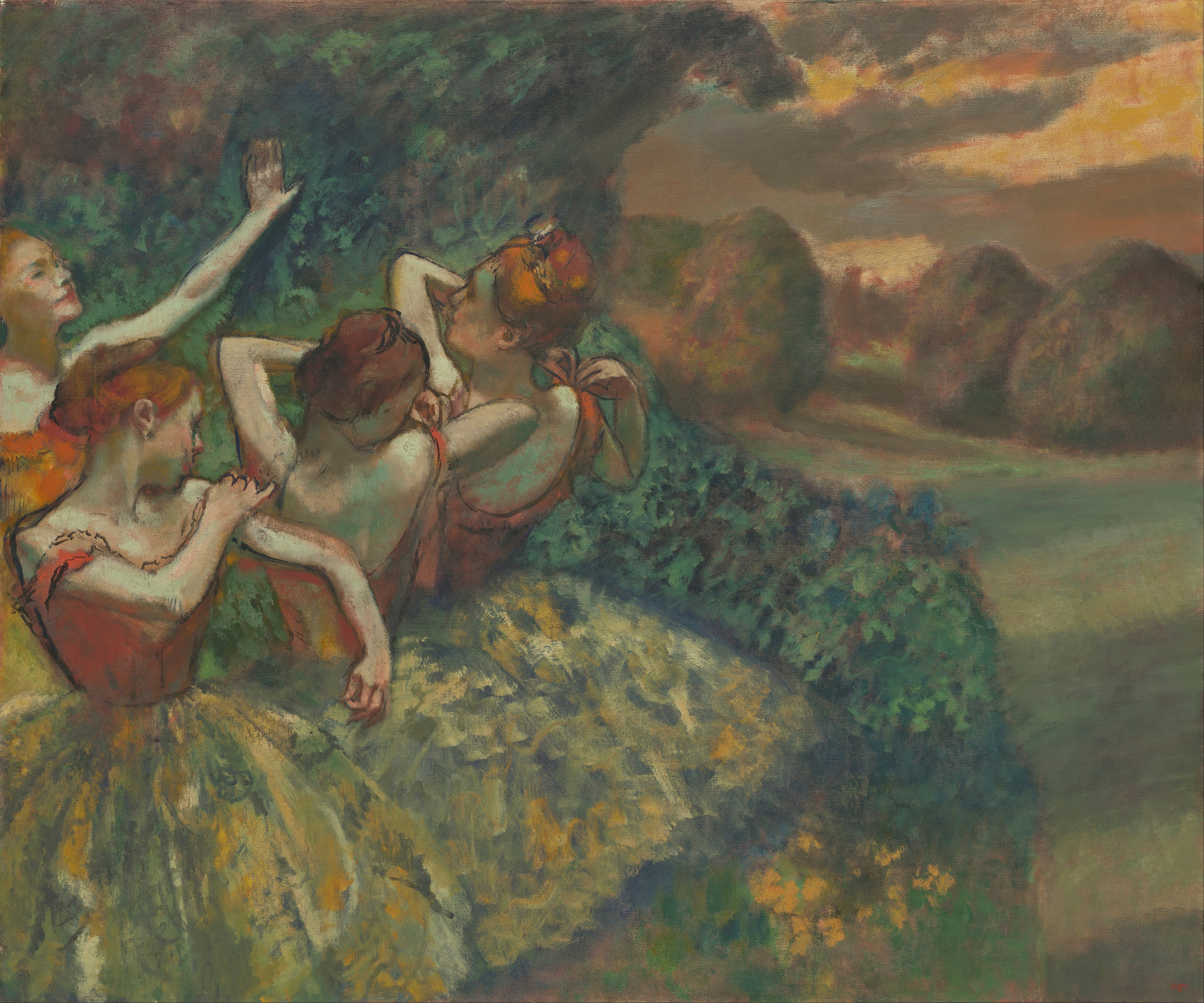
چهار رقاص (۱۸۹۹ میلادی) اثر نقاش فرانسوی ادگار دگا (۱۸۳۴ - ۱۹۱۷ میلادی)

چهار رقاص (به انگلیسی: Four Dancers) از آثار بزرگ نقاش فرانسوی ادگار دگا (۱۸۳۴ - ۱۹۱۷ میلادی) است که سال ۱۸۹۹ کشیده شد. 
دگا در این اثر جاودانه اش رنگ را طوری بر سطح کار پخش کرده‌است که بی اختیار، کاربرد پاستل با همان سطوح مات و حسی نرم به بیننده دست می‌دهد. او ابتدا صحنه نمایش را با ترکیب رنگ‌های سرد (سبز و آبی) و به صورت مسطح نقاشی کرده‌است، سپس رنگ‌های مکمل قرمز و نارنجی را در مو و لباس چهار رقاص بر روی پس زمینه سبزآبی قرار داده است. 
او پس از تکمیل زنجیره رقاصان در قسمت چپ کار، با ضربه‌های آرام و بریده بریده قلمو، فضاسازی کرده‌است که خط‌های پیرامون این چهار پیکره را به هم ریخته و نگاهی گره خورده (به گفته خود نقاش؛ در رُبانی از قدم هایش که پیچ می‌خورد و به هم می پیوست.) القا می‌کند. 
تحقیقات جدید در مورد این اثر فاش کرده‌است که دگا، حرکات تنها یک رقاص را در فریم هایی چهارگانه ثبت کرده و با زیرکی در کنار یکدیگر به تصویر کشیده است. دگا از بنیانگذاران سبک امپرسیونیسم (البته خود هیچگاه این لقب را در مورد سبک کارهایش نپذیرفت و همیشه از سبک واقع گرایی در عنوان آثارش استفاده می‌کرد.) و یکی از نقاشانی بود که در کنار مونه، سیسلی و سزان در آتلیه فلیکس نادار، نخستین لحظه‌های دریافتگری را ثبت کردند. 
این اثر هم‌اکنون در نگارخانه ملی هنر در شهر واشنگتن نگهداری می‌شود.

## منبع
- "Four Dancers", The National Gallery of Art, Washington D.C., USA, https://web.archive.org/web/20080130071043/http://www.nga.gov/collection/gallery/gg89/gg89-46314.0.html (accessed December 15, 2007).